# Julio Scherer García
Julio Scherer García (Ciutat de Mèxic, 7 d'abril de 1926 - Ciutat de Mèxic, 7 de gener de 2015) va ser un periodista i escriptor mexicà, director del periòdic Excélsior de 1968 a 1976. Va ser fundador del setmanari Proceso. Fins a la seva mort, va exercir com a president del Consell d'Administració de CISA S.A. de C.V. Va morir a les 4:30 hores del 7 de gener de 2015 a conseqüència d'un xoc sèptic en la Ciutat de Mèxic.

## Excélsior
Tot i que es va matricular com a alumne en la Facultat de Dret de la UNAM, va preferir fer un canvi i va estudiar Filosofia a la mateixa universitat. Julio Scherer no acabaria cap d'aquestes llicenciatures perquè va ingressar de forma ràpida a Excélsior, i el treball en el diari esmentat, a més d'agradar-li més, va consumir el seu temps.
Després de diversos anys de ser reporter va ser designat per la cooperativa com a director general d'Excélsior el 1968. Des d'aquí va desenvolupar una línia crítica, cap als governs de Gustavo Díaz Ordaz i de Luis Echeverría Álvarez, línia que molestaria a les autoritats del règim instituït però que consolidava a la cooperativa Excélsior com una forta i poderosa empresa editora.
El juliol de 1976 Luis Echeverría aconseguiria la realització d'una assemblea en la qual es designaria al capdavant del diari al periodista Regino Díaz Rodó, qui va ocupar aquest càrrec 24 anys.
Abans de consumar-se el canvi, Scherer juntament amb col·laboradors seus (entre ells Miguel Ángel Granados Chapa i Francisco Ortiz Pinchetti) van abandonar Excélsior. En realitat, Echeverría -o millor dit, els seus agents dins de la cooperativa citada- va utilitzar com a excusa l'ocupació, per part d'un grup d'ejidatarios, de terrens propietat del periòdic. De la crisi subsegüent es va derivar el canvi de director i de línia editorial.

## SetmanariProceso
Mesos després, al novembre de 1976, va fundar amb els seus antics col·laboradors d'Excélsior, la revista Proceso, que sortiria a la venda la primera setmana de novembre malgrat diverses dificultats que se'ls van presentar, les quals estan narrades en un llibre de Vicente Leñero cridat Els periodistes. Scherer va dirigir la revista fins a 1996, 20 anys en els quals va mantenir una línia crítica amb el govern federal i els seus diferents encarregats. La revista Proceso va aconseguir consolidar-se com un setmanari polític important de Mèxic, sempre amb una línia crítica cap al govern en els més de 30 anys que ha estat publicada, la qual cosa, des de l'enfocament d'alguns que -pel que sembla- desconeixen la missió dels periodistes, li resta credibilitat al setmanari, ja que "no està d'acord amb res".
Entre les seves entrevistes, va realitzar converses periodístiques amb personatges com al Subcomandant Marcos en 2001, en 2008 a Sandra Ávila Beltrán; en 2010 i 2013 als delinqüents Ismael Zambada i Rafael Car Quintero, respectivament.
Després de deixar la direcció de Proceso en 1996, Scherer va continuar amb la Presidència del Consell d'Administració de CISA, S.A. de C.V., empresa que edita el setmanari, càrrec que va conservar fins a la seva mort.
El 17 d'octubre de 2014 va realitzar la seva última visita al setmanari Proceso, institució que fundaria, i el 7 de desembre del mateix any va publicar el seu últim article, commemorant la trajectòria del company mort recentment Vicente Leñero.
El periodista va morir el 7 de gener de 2015 a les 4:30 hores a conseqüència d'un xoc sèptic després de mantenir-se malalt durant dos anys. Tenia 88 anys al moment de la seva mort.

## Premis i distincions
En 1971, va ser mereixedor del Premi María Moors Cabot, el més antic reconeixement internacional en el camp del periodisme, això quan encara s'exercia com a director general d'Excélsior.
En 1977 va ser reconegut com a Periodista de l'Any per Atlas Word Press Review dels Estats Units.
En 1986 se li va atorgar el premi Manuel Buendía i dos anys després va rebutjar el Premi Nacional de Periodisme, que en aquest llavors lliurava el President mexicà en torn. En 2001 va rebre el reconeixement Roque Dalton.
En 2002 va guanyar el Premi Nou Periodisme CEMEX+FNPI en la modalitat Homenatge, com a reconeixement a la seva trajectòria periodística.
Ja ciutadanitzat, va rebre el Premi Nacional de Periodisme de Mèxic en 2002, per la seva Trajectòria Periodística.
El 20 de març de 2014 va rebre el grau de Doctor Honoris causa per la Universitat Autònoma Benito Juárez d'Oaxaca. El 3 d'octubre de 2014, atorgada pel Projecte Cultural Revoltes, va rebre la medalla John Reed per la seva trajectòria periodística i les seves contribucions a la llibertat d'expressió.

## Llibres publicats
- La piel y la entraña: Siqueiros (1965, Ediciones Era)
- Los presidentes (1986, Grijalbo)
- El poder: historias de familia (1990, Grijalbo)
- Estos años (1995, Océano)
- Salinas y su imperio (1997, Océano)
- Cárceles (1998, Alfaguara)
- Pinochet: vivir matando (2000, Aguilar)
- Máxima seguridad: Almoloya y Puente Grande (2001, Aguilar)
- La pareja (2005, Plaza & Janes)
- El perdón imposible: no sólo Pinochet (2005, Fondo de Cultura Económica)
- El indio que mató al padre Pro (2005, 1a edició, Fondo de Cultura Económica)
- La terca memoria (2007, Grijalbo)
- La reina del pacífico: es la hora de contar (2008, Grijalbo)
- Allende en llamas (2008, Almadía)
- Secuestrados (2010, Grijalbo)
- Historias de muerte y corrupción (2011, Grijalbo)
- Calderón de cuerpo entero (2012, Grijalbo)
- Vivir (2012, Grijalbo)
- Niños en el crimen (2013, Grijalbo)

### En col·laboració
- Parte de guerra: Tlatelolco 1968: documentos del general Marcelino García Barragán: los hechos y la historia, (1999), Aguilar, escrit amb Carlos Monsiváis
- Parte de guerra II : los rostros del 68, (2002), Aguilar, escrit amb Carlos Monsiváis
- Tiempo de saber: prensa y poder en México, (2003), Aguilar, escrit amb Carlos Monsiváis
- Los patriotas: de Tlaltelolco a la guerra, (2004), Aguilar, escrit amb Carlos Monsiváis